# Пуальве, Эмиль
Эмиль Марианж Пуальве (фр. Émile Marieange Poilvé; 19 сентября 1903, коммуна Мегри, округ Динан, департамент Кот-д’Армор, регион Бретань, Франция — 11 октября 1962, коммуна Лекуэ-Гуарек, округ Генган, департамент Кот-д’Армор, регион Бретань, Франция) — французский борец греко-римского и вольного стилей, чемпион Олимпийских игр, призёр чемпионата Европы, 12-кратный чемпион Франции . Завоевал для Франции последнюю золотую олимпийскую медаль в борьбе вплоть до 2008 года. 

## Биография
В детстве и юности занимался бретонской национальной борьбой гурен. В 1925 году переехал в Париж, стал полицейским и был зачислен в клуб ASPP, где смог заниматься спортивной борьбой.  
Первый международный старт борца состоялся на Олимпийских играх в 1928 году.
На Летних Олимпийских играх 1928 года в Амстердаме боролся в весовой категории до 79 кг (средний вес). Турнир проводился по системе с выбыванием из борьбы за чемпионский титул после двух поражений. В категории боролись 17 спортсменов. . После двух поражений выбыл из турнира. 
| Круг | Соперник   | Страна  | Результат | Основание | Время схватки |
| ---- | ---------- | ------- | --------- | --------- | ------------- |
| 1    | Жан Сане   | Бельгия | Поражение | По очкам  | -             |
| 2    | Ласло Папп | Венгрия | Поражение | Туше      | -             |

В 1939 году завоевал «бронзу» на чемпионате Европы.
На Летних Олимпийских играх 1932 года в Лос-Анджелесе выступал в соревнованиях как по греко-римской, так и по вольной борьбе. Первыми шли соревнования по вольной борьбе. 
В вольной борьбе Эмиль Пуальве выступал в категории до 79 килограммов (средний вес); титул оспаривали 7 человек. Выбывание из турнира проходило по мере накопления штрафных баллов. Схватку судили трое судей, за чистую победу штрафные баллы не начислялись, за победу решением судей при любом соотношении голосов начислялся 1 штрафной балл, за проигрыш решением 2-1 начислялись 2 штрафных балла, проигрыш решением 3-0 и чистый проигрыш карался 3 штрафными баллами. Набрав в трёх схватках шесть штрафных баллов, выбыл из турнира.  
| Круг | Соперник        | Страна  | Результат | Основание                | Время схватки |
| ---- | --------------- | ------- | --------- | ------------------------ | ------------- |
| 1    | Йожеф Туньоги   | Венгрия | Поражение | 3-0 (3 штрафных балла)   | -             |
| 2    | Дональд Стоктон | Канада  | Победа    | Туше (0 штрафных баллов) | 4:22          |
| 3    | Ивар Юханссон   | Швеция  | Поражение | Туше (0 штрафных баллов) | 12:50         |

В греко-римской борьбе регламент турнира был таким же. Пуальве выступал в категории до 79 килограммов (средний вес); титул оспаривали 4 человека. После первой проигранной схватки, получив травму голеностопа , прекратил выступления, оставшись на 4 месте. При этом Аксель Кадье, выступавший в той же категории, проиграв обе свои схватки, получил бронзовую медаль Олимпиады. 
| Круг | Соперник       | Страна    | Результат | Основание              | Время схватки |
| ---- | -------------- | --------- | --------- | ---------------------- | ------------- |
| 1    | Вяйнё Коккинен | Финляндия | Поражение | 3-0 (3 штрафных балла) | -             |

На летних Олимпийских играх 1936 года в Берлине выступал в соревнованиях только по вольной борьбе в категории до 79 килограммов (средний вес); титул оспаривали 15 человек. Регламент турнира оставался прежним. На этот раз французский борец выступил практически показательно, победив чисто в пяти из шести схваток и стал олимпийским чемпионом. 
| Круг  | Соперник       | Страна                    | Результат | Основание                | Время схватки |
| ----- | -------------- | ------------------------- | --------- | ------------------------ | ------------- |
| 1     | Терри Эванс    | Канада                    | Победа    | Туше (0 штрафных баллов) | 5:24          |
| 2     | Кюёсти Луукко  | Финляндия                 | Победа    | 3-0 (1 штрафной балл)    | -             |
| 3     | Лесли Джефферс | Великобритания            | Победа    | Туше (0 штрафных баллов) | 5:56          |
| 4     | Ярослав Сысель | Чехословакия              | Победа    | Туше (0 штрафных баллов) | 6:20          |
| 5     | Эрнст Кребс    | Швейцария                 | Победа    | Туше (0 штрафных баллов) | 14:43         |
| Финал | Дик Волива     | Соединённые Штаты Америки | Победа    | Туше (0 штрафных баллов) | 10:25         |

Бригадир полиции. После окончания карьеры продолжал служить в полиции. 
Пуальве на чествованиях победителя посадил 4 ноября 1936 года дуб на стадионе ASPP в Париже, который растёт до сих пор.  
Умер в 1962 году.